# アンゼたかし
アンゼ たかし（あんぜ たかし）は、日本の映画字幕翻訳家。

## 経歴
大学経済学部を進学後、翻訳学校で映像翻訳を専攻する。2年間の通学を経て洋楽CDの歌詞翻訳、ライナーノーツの翻訳作業を始める。その後、吹替翻訳で映像翻訳家デビューをし、現在では字幕・吹替の両方の映画翻訳を行っている。
デビュー当初はジャンル問わず単館系の映画の字幕翻訳やVHSの吹替翻訳を担当していたが、『ハッピーフィート』の吹替翻訳を担当して以降メジャー作品を手掛けるようになる。近年ではDCコミックの映像化作品やクリストファー・ノーラン監督の映画で多く見受けられる。

## 人物
字幕映画は文字数が決まっており、「できる限りの事を表現したい」と発言している。翻訳するのが大変だった映画の1つに『インセプション』を挙げている。

## 主な翻訳作品
- ビーストウォーズ 超生命体トランスフォーマー - 1997年
- ディパーテッド - 2006年
- ハッピーフィート - 2007年 ※吹き替え版のみ
- アイ・アム・レジェンド - 2007年
- シャーロック・ホームズ - 2009年
- ベンジャミン・バトン 数奇な人生 - 2009年
- インセプション - 2010年
- トータル・リコール - 2012年
- ダークナイト ライジング - 2012年
- オール・ユー・ニード・イズ・キル - 2014年 ※吹き替え版のみ。字幕版は戸田奈津子。
- インターステラー - 2014年
- マッドマックス 怒りのデス・ロード - 2015年
- バットマン vs スーパーマン ジャスティスの誕生 - 2016年
- スーサイド・スクワッド - 2016年
- ダンケルク - 2017年
- パワーレンジャー - 2017年
- ハングオーバー!シリーズ - 2019〜2021年
- ジョーカー - 2019年
- TENET テネット - 2020年
- ロング・ショット 僕と彼女のありえない恋 - 2020年
- ゴーストバスターズ/アフターライフ - 2021年
- THE BATMAN-ザ・バットマン- - 2022年
- ザ・フラッシュ - 2023年
- MEG ザ・モンスターズ2 - 2023年
- グランツーリスモ - 2023年 ※字幕版のみ
- マジック・マイク ラストダンス
- アクアマン/失われた王国 - 2024年
- ジョーカー:フォリ・ア・ドゥ - 2024年
- スーパーマン - 2025年